# نهائي كأس الكؤوس الأوروبية 1968
نهائي كأس الكؤوس الأوروبية 1968 هي المباراة النهائية من منافسة كأس الكؤوس الأوروبية 1967–68، أقيمت المباراة في 22 مايو 1968، في ملعب دي كويب، بين فريقي إيه سي ميلان، ونادي هامبورغ، وفاز فيها إيه سي ميلان، بعد أن هزم نادي هامبورغ، بنتيجة 2 - 0، وكان حكم المباراة خوسيه ماريا مينديبل، وحضر المباراة 53276 شخصاً.

## تفاصيل المباراة
لعبت المباراة النهائية في 22 مايو 1968.
| إيه سي ميلان | 2 -0 | نادي هامبورغ |
| ------------ | ---- | ------------ |
|              |      |              |